# Szőnyeg (heraldika)
Névváltozatok: falszőnyeg (Bárczay 41.)

Rövidítések

A szőnyeg a címeres leveleknél a címer miniatúráján magár a címerpajzsot és tartozékait körülvevő díszes keret. A címert általában rámába foglalták. Belsejük a címertől el nem foglalt része, mely szőnyegszerű mintázat volt, később, a 15. század végén a rámák helyét architektonikus motívumok általában fülkék foglalják el. A 16. század húszas éveitől pedig csarnok- és folyosószerű díszítések voltak.